# Cymatura fasciata
Cymatura fasciata là một loài bọ cánh cứng trong họ Cerambycidae.